# Брнча Немањић
Брнча (стсл. Брьнча; око 1253. — послије 1264) била је српска принцеза, ћерка српског краља Стефана Уроша I и краљице Јелене. Њена браћа су била Стефан, Стефан Драгутин и Стефан Милутин.
Њен најстарији приказ је када је имала око 12 година, на фресци сахране краљице Ане Дандоло из 1264. године у манастиру Сопоћани (задужбина њеног оца). На фресци је приказана са ниском круном и одјећом затвореном до грла, слична мушкој одјећи, украшена бисерима на первазима, иако је њен изглед анахронистички. Брнча је приказана и на фресци у припрати манастира Високи Дечани из око 1345. године, поред каснијих припадника породице Немањић, са Симеоном Урошем и Теодором. Налази се и на фресци породичног стабла Немањића у Високим Дечанима, која датира из око 1350. године, једним од најзначајнијих приказа породичног стабла Немањића. Није се удавала и постала је монахиња. Сахрањена је у манастиру Градац (задужбини њене мајке) и њега гробница се налази поред саркофага њене мајке.
На српскословенском (старосрпском) њено име, пронађено је у Високим Дечанима на фресци породичног стабла, било је БРЬНЧA. Њено име различито записивано као Брнча, Брњача, Брњча, Берениче, Прњача и Прнча и било је неуобичајено. О њеном имену нарочито је писао Д. Костић, наводећи многе етимолошке сличности и правећи доста комбинација. Примјетио је сличност са мјестом Брњаци и словенског мушког имена Прњак, али је укључивао и могућност извођења из имена Вероника. М. Пурковић је навео да је име деминутив од имена Бернарде или Бернардине. Раније се сматрало да је Брњача био надимак њене мајке (именована тако због главног посједа њене феудалне државе, Брњак).